# Kelarik
Kelarik is een bestuurslaag in het regentschap Natuna van de provincie Riau-archipel, Indonesië. Kelarik telt 879 inwoners (volkstelling 2010).